# Brooks Air Force Base

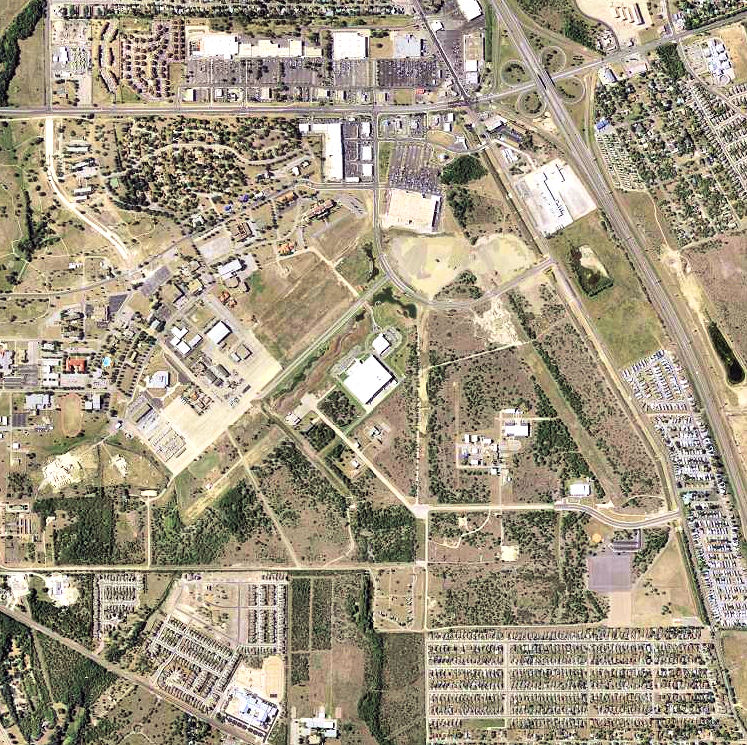
Vue aérienne de la Brooks Air Force Base - Texas

La Brooks Air Force Base est une ancienne base de l’United States Air Force (USAF) située à San Antonio au Texas.